# Diasthetus
Diasthetus är ett släkte av skalbaggar. Diasthetus ingår i familjen vivlar.

## Dottertaxa tillDiasthetus, i alfabetisk ordning[1]
- Diasthetus antiquus
- Diasthetus ater
- Diasthetus atratus
- Diasthetus aurichalceus
- Diasthetus aztecus
- Diasthetus basalis
- Diasthetus bidentatus
- Diasthetus bromeliarum
- Diasthetus castaneus
- Diasthetus cobaltinus
- Diasthetus coeruleus
- Diasthetus corynthius
- Diasthetus crassiusculus
- Diasthetus cupreus
- Diasthetus cyanipes
- Diasthetus enormis
- Diasthetus erythroderes
- Diasthetus eurhinoides
- Diasthetus gracilirostris
- Diasthetus hirtimanus
- Diasthetus humeronotatus
- Diasthetus humerosus
- Diasthetus hyacinthus
- Diasthetus impressipennis
- Diasthetus interruptus
- Diasthetus interstitialis
- Diasthetus longiclavus
- Diasthetus longulus
- Diasthetus lucens
- Diasthetus marshalli
- Diasthetus mexicanus
- Diasthetus micans
- Diasthetus obliquus
- Diasthetus pallidipennis
- Diasthetus parellinus
- Diasthetus politus
- Diasthetus ruficollis
- Diasthetus rufipennis
- Diasthetus sanguinicollis
- Diasthetus smaragdinus
- Diasthetus splendens
- Diasthetus sulcipennis
- Diasthetus superbus
- Diasthetus tumidus
- Diasthetus violaceus